# Khvarenah
Khvarenah o khwarenah (avestico: xvarhnah, "gloria (circonfusa)") è un concetto dello Zoroastrismo che indica la "gloria" o "splendore" della forza mistica emanata da un soggetto. Di solito indica la "gloria (divina)" concessa agli antichi re delle scritture persiane. Il termine neutro ha anche il significato di "(buona) fortuna" e chi la possiede è in grado di portare a termine la propria missione.
Nelle iscrizioni sasanidi (III-VII sec.) e nei testi della tradizione zoroastriana (IX-XII sec.) la parola appare nella forma medio persiana khwarrah, reso con l'ideogramma pahlavi GDE (dall'aramaico gada "fortuna"). La forma neo-persiana è k(h)orra. Queste varianti, considerate dotti prestiti dall'avestico, sono le uniche parole iraniane che iniziano per "xv-". In tutti gli altri dialetti iranici la parola inizia per "f-" (farr).

## Etimologia
L'avestico khvarenah probabilmente deriva dal proto-avestico *hvar ("splendere"), sostantivizzato dal suffisso -nah. Il termine *hvar è collegato al sanscrito svar ("splendere"). Altri suggeriscono una relazione con l'avestico xvar- "mangiare".

## Scritture
La forma bisillabica khvarenah è attestata solo una volta nei Gāthā (Yasna 51, 18), i più antichi inni zoroastriani attribuiti direttamente a Zarathustra, dove appare col significato di "gloria del re". La fonte primaria sul khvarenah viene dagli Yasht, inni tardi dedicati a divinità individuali.

## Paralleli culturali
Il farrah, inteso come "fortuna dei re", ha dei paralleli nel tejas dell'induismo, nella Tyche Basileos di età ellenistica e alla Fortuna Regia degli imperatori romani.

## Influenza culturale
Il concetto di khwarrah sopravvisse alla caduta dei Sasanidi, divenendo un motivo centrale nella cultura e nell'epica dell'Iran islamico: per esempio come farr-e elahi.